# Fricción

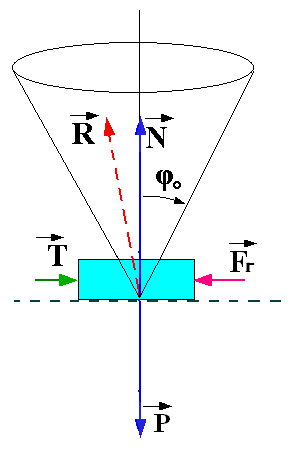
Fig.2 - Fricción estática: no se inicia el movimiento si la fuerza tangencial aplicada T hace que el ángulo sea menor a φ_{0} (no supera a Fr).

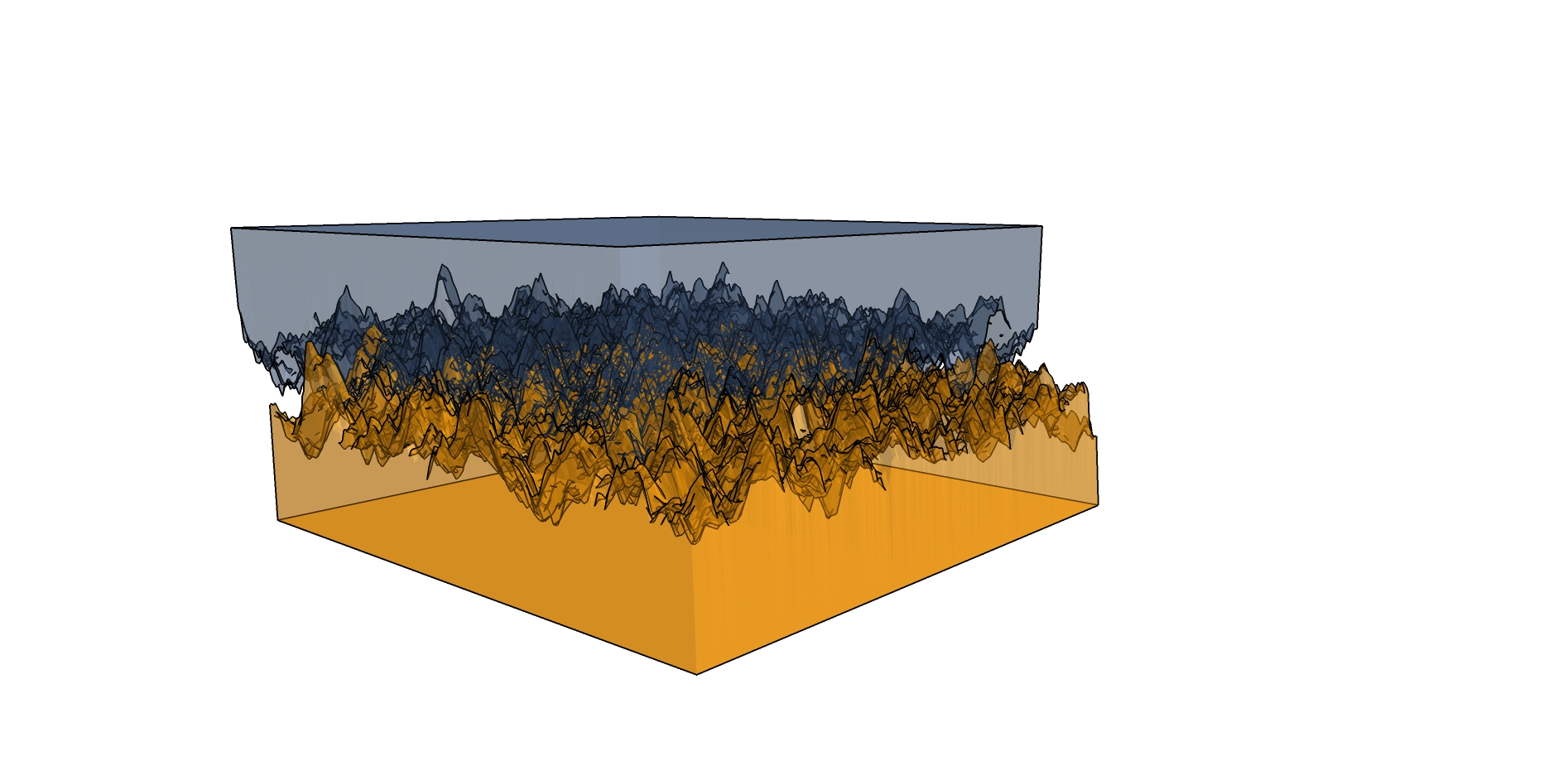
Ejemplo de dos superficies con imperfecciones microscópicas.

La fuerza de fricción  es la fuerza que existe entre dos superficies en contacto, que se opone al deslizamiento (fuerza de fricción estática y cinética). Se genera debido a las imperfecciones, que en mayor parte son microscópicas, entre las superficies en contacto,[cita requerida] aunque también existen fenómenos de interacción electrostática entre superficies. Estas imperfecciones hacen que la fuerza perpendicular R entre ambas superficies no lo sea perfectamente, sino que forme un ángulo  con la normal N (el ángulo de rozamiento). Por tanto, la fuerza resultante se compone de la fuerza normal N (perpendicular a las superficies en contacto) y de la fuerza de rozamiento F, paralela a las superficies en contacto.

## Rozamiento entre superficies de dos sólidos
En el rozamiento entre dos cuerpos se ha observado los siguientes hechos:
1. La fuerza de rozamiento tiene dirección paralela a la superficie de apoyo.
2. El coeficiente de rozamiento depende exclusivamente de la naturaleza de los cuerpos en contacto, así como del estado en que se encuentren sus superficies.
3. La fuerza máxima de rozamiento es directamente proporcional a la fuerza normal que actúa entre las superficies de contacto.
4. Para un mismo par de cuerpos (superficies de contacto), el rozamiento es mayor un instante antes de que comience el movimiento que cuando ya ha comenzado (estático cinético).

El rozamiento puede variar en una medida mucho menor debido a otros factores:
1. El coeficiente de rozamiento es prácticamente independiente del área de las superficies de contacto.
2. El coeficiente de rozamiento cinético es prácticamente independiente de la velocidad relativa entre los móviles.
3. La fuerza de rozamiento puede aumentar ligeramente si los cuerpos llevan mucho tiempo sin moverse uno respecto del otro ya que pueden sufrir atascamiento entre sí.

Algunos autores sintetizan las leyes del comportamiento de la fricción en los siguientes dos postulados básicos:
1. La resistencia al deslizamiento tangencial entre dos cuerpos es proporcional a la fuerza normal ejercida entre los mismos.
2. La resistencia al deslizamiento tangencial entre dos cuerpos es independiente de las dimensiones de contacto entre ambos.

La segunda ley puede ilustrarse arrastrando un bloque sobre una superficie plana. La fuerza de arrastre será la misma aunque el bloque descanse sobre la cara ancha o sobre un borde más angosto. Estas leyes fueron establecidas primeramente por Leonardo da Vinci al final del siglo XV, olvidándose después durante largo tiempo; posteriormente fueron redescubiertas por el ingeniero francés Amontons en 1699. Frecuentemente se les denomina también leyes de Amontons.

## Tipos de fricción

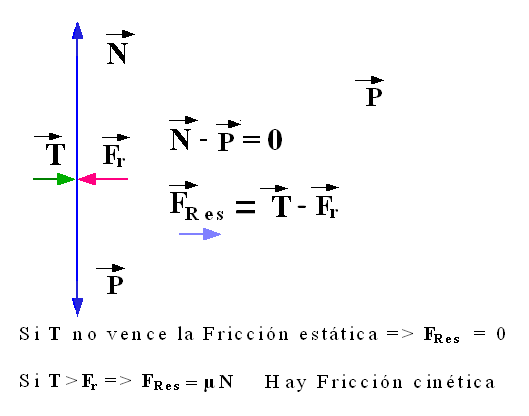
Fig. 2 - Diagrama de fuerzas para el esquema de la figura 1. Según sea la magnitud del empuje T habrá fricción estática (equilibrio) o cinética (con movimiento).

Existen dos tipos de rozamiento o fricción, la fricción estática (Fe) y la fricción dinámica (Fd). El primero es la resistencia que se debe superar para poner en movimiento un cuerpo con respecto a otro que se encuentra en contacto. El segundo, es la resistencia, de magnitud considerada constante, que se opone al movimiento pero una vez que este ya comenzó. En resumen, lo que diferencia a un roce con el otro, es que el estático actúa cuando los cuerpos están en reposo relativo en tanto que el dinámico lo hace cuando ya están en movimiento.
La fuerza de fricción estática, que depende de la magnitud de las fuerzas tangenciales que se apliquen, es siempre menor o igual al coeficiente de rozamiento entre los dos objetos (número medido empíricamente y que se encuentra tabulado) multiplicado por la fuerza normal. La fuerza cinética, en cambio, es igual al coeficiente de rozamiento dinámico, denotado por la letra griega {\displaystyle \mu \,}, por la normal en todo instante.
No se tiene una idea perfectamente clara de la diferencia entre el rozamiento dinámico y el estático, pero se tiende a pensar que el estático es algo mayor que el dinámico, porque al permanecer en reposo ambas superficies pueden aparecer enlaces iónicos, o incluso microsoldaduras entre las superficies, factores que desaparecen en estado de movimiento. Este fenómeno es tanto mayor cuanto más perfectas son las superficies. Un caso más o menos común es el del gripaje de un motor por estar mucho tiempo parado (no solo se arruina por una temperatura muy elevada), ya que las superficies del pistón y la camisa, al permanecer en contacto y reposo durante largo tiempo, pueden llegar a soldarse entre sí.
Un ejemplo bastante común de fricción dinámica es la ocurrida entre los neumáticos de un auto y el pavimento en un frenado abrupto.
Como comprobación de lo anterior, se realiza el siguiente ensayo, sobre una superficie horizontal se coloca un cuerpo, y le aplica una fuerza horizontal F , muy pequeña en un principio, se puede ver que el cuerpo no se desplaza, la fuerza de rozamiento iguala a la fuerza aplicada y el cuerpo permanece en reposo, en la gráfica se representa en el eje horizontal la fuerza F aplicada, y en el eje vertical la fuerza de rozamiento Fr.
Entre los puntos O y A, ambas fuerzas son iguales y el cuerpo permanece estático; al sobrepasar el punto A el cuerpo súbitamente se comienza a desplazar, la fuerza ejercida en A es la máxima que el cuerpo puede soportar sin deslizarse, se denomina Fe o fuerza estática de fricción; la fuerza necesaria para mantener el cuerpo en movimiento una vez iniciado el desplazamiento es Fd o fuerza dinámica, es menor que la que fue necesaria para iniciarlo (Fe). La fuerza dinámica permanece constante.
Si la fuerza de rozamiento Fr es proporcional a la normal N, y a la constante de proporcionalidad se la llama {\displaystyle \mu \,}:

{\displaystyle F_{r}=\mu N\,}

Y permaneciendo la fuerza normal constante, se puede calcular dos coeficientes de rozamiento: el estático y el dinámico como:

{\displaystyle \mu _{e}={\frac {F_{e}}{N}},\qquad \mu _{d}={\frac {F_{d}}{N}}}

donde el coeficiente de rozamiento estático {\displaystyle \mu _{e}\,} corresponde al de la mayor fuerza que el cuerpo puede soportar inmediatamente antes de iniciar el movimiento y el coeficiente de rozamiento dinámico {\displaystyle \mu _{d}\,} corresponde a la fuerza necesaria para mantener el cuerpo en movimiento una vez iniciado.
Estos coeficiente pueden ser calculados a través de experimentos que indagan entre los distintas combinaciones de materiales. Como ejemplo se tienen los siguientes dos ensayos:
Para determinar el coeficiente de fricción estática, se coloca un objeto sobre un plano inclinado con un ángulo pequeño. Luego, se incrementa gradualmente el ángulo hasta que el objeto comienza a moverse levemente y se detiene rápidamente. El ángulo máximo en el que el objeto permanece en reposo se utiliza para calcular el coeficiente de fricción estática. Este procedimiento se repite con diferentes combinaciones de materiales.
Por otro lado, para calcular el coeficiente de fricción cinética, se comienza también con un ángulo pequeño y se aumenta hasta que el objeto empieza a moverse al aplicarle una pequeña perturbación externa. El ángulo en el que el objeto desciende a velocidad constante se registra y se usa para determinar el coeficiente de fricción cinética.

#### Fricción estática
Es la fuerza que se opone al inicio del deslizamiento sobre un cuerpo en reposo, al que se aplica una fuerza F, intervienen cuatro fuerzas:
{\displaystyle {\boldsymbol {F}}} la fuerza tractriz aplicada.
{\displaystyle {\boldsymbol {F}}_{r}}: la fuerza de rozamiento entre la superficie de apoyo y el cuerpo que se opone al deslizamiento, es tangente al plano de contacto entre superficies.
{\displaystyle {\boldsymbol {P}}}: el peso del propio cuerpo.
{\displaystyle {\boldsymbol {N}}}: la fuerza normal, es perpendicular al plano de contacto entre superficies
Si suponemos que la fuerza tractriz forma un ángulo {\displaystyle \alpha } con el plano tangente entre sólidos y el peso forma un ángulo {\displaystyle \beta } con la dirección perpendicular a dicho plano tenemos las relaciones, entre la fuerza tractriz aplicada, la fuerza de rozamiento y la fuerza normal de contacto:

{\displaystyle {\begin{cases}P\cos \beta +F\sin \alpha =N\\F\cos \beta +P\sin \alpha =F_{r}\end{cases}}}

Se sabe que el peso del cuerpo P es el producto de su masa por la aceleración de la gravedad (g), y que la fuerza de rozamiento es el coeficiente estático por la normal:
{\displaystyle N=mg\cos \beta +F\sin \alpha }
{\displaystyle F_{r}=mg\sin \beta +F\cos \alpha =\mu _{e}N}
Si {\displaystyle \alpha =0} y {\displaystyle \beta =0}, la fuerza tractiz aplicada F horizontal máxima que se puede aplicar a un cuerpo en reposo es igual al coeficiente de rozamiento estático por su masa y por la aceleración de la gravedad.

#### Fricción  dinámica
Dado un cuerpo en movimiento sobre una superficie horizontal, deben considerarse las siguientes fuerzas:
Fa: la fuerza aplicada.
Fr: la fuerza de rozamiento entre la superficie de apoyo y el cuerpo, y que se opone al deslizamiento.
P: el peso del propio cuerpo, igual a su masa por la aceleración de la gravedad.
N: la fuerza normal, que la superficie hace sobre el cuerpo sosteniéndolo.
Como equilibrio dinámico, se puede establecer que:

{\displaystyle {\begin{cases}P=N\\F=F_{a}-F_{r}\end{cases}}}

Sabiendo que:
{\displaystyle P=N=mg\,}
{\displaystyle F_{r}=\mu _{d}N\,}
{\displaystyle F=ma\,}
prescindiendo de los signos para tener en cuenta solo las magnitudes, se puede reescribir la segunda ecuación de equilibrio dinámico como:

{\displaystyle \mathbf {F} _{a}=\mu _{d}m\mathbf {g} +m\mathbf {a} ,\quad \Rightarrow \quad \mathbf {a} ={\frac {\mathbf {F} _{a}}{m}}-\mu _{d}\mathbf {g} }

Es decir, la fuerza de empuje aplicada sobre el cuerpo {\displaystyle \mathbf {F} _{a}} es igual a la fuerza resultante {\displaystyle \mathbf {F} } menos la fuerza de rozamiento {\displaystyle \mathbf {F} _{r}} que el cuerpo opone a ser acelerado. De esa misma expresión se deduce que la aceleración {\displaystyle \mathbf {a} } que sufre el cuerpo, al aplicarle una fuerza {\displaystyle \mathbf {F} _{a}} mayor que la fuerza de rozamiento {\displaystyle \mathbf {F} _{r}} con la superficie sobre la que se apoya.

### Rozamiento en un plano inclinado

#### Rozamiento estático
Si sobre una línea horizontal r, se tiene un ángulo {\displaystyle \alpha \,}, y sobre este plano inclinado se coloca un cuerpo con rozamiento, se tendrán tres fuerzas que intervienen:
P: el peso del cuerpo vertical hacia abajo según la recta u, y con un valor igual a su masa por la aceleración de la gravedad: P = mg.
N: la fuerza normal que hace el plano sobre el cuerpo, perpendicular al plano inclinado, según la recta t.
Fr: la fuerza de rozamiento entre el plano y el cuerpo, paralela al plano inclinado y que se opone a su deslizamiento.
Si el cuerpo está en equilibrio, no se desliza, la suma vectorial de estas tres fuerzas es cero:

{\displaystyle \mathbf {P} +\mathbf {F} _{r}+\mathbf {N} =0}

Lo que gráficamente sería un triángulo cerrado formado por estas tres fuerzas, puestas una a continuación de otra, como se ve en la figura.
El peso puede descomponerse en una componente normal al plano Pn y una componentes tangente al plano Pt y la ecuación anterior puede escribirse componente a componentes simplemente como:

{\displaystyle {\begin{pmatrix}P_{t}\\P_{n}\end{pmatrix}}+{\begin{pmatrix}F_{r}\\0\end{pmatrix}}+{\begin{pmatrix}0\\N\end{pmatrix}}=\mathbf {0} }
{\displaystyle {\begin{pmatrix}P\sin \alpha \\P\cos \alpha \end{pmatrix}}=-{\begin{pmatrix}\pm \mu _{e}N\\N\end{pmatrix}}}

Dividiendo la primera componente entre la segunda se obtiene como resultado:

{\displaystyle {\frac {\sin \alpha }{\cos \alpha }}=\tan \alpha =\pm \mu _{e}\,}

El coeficiente de rozamiento estático es igual a la tangente del ángulo del plano inclinado, en el que el cuerpo se mantiene en equilibrio sin deslizar, ello permite calcular los distintos coeficientes de rozamiento, simplemente colocando un cuerpo de un material concreto sobre un plano inclinado del material con el que se pretende calcular su coeficiente de rozamiento, inclinando el plano progresivamente se observa el momento en el que el cuerpo comienza a deslizarse, la tangente de este ángulo es el valor del coeficiente de rozamiento. Del mismo modo conocido el coeficiente de rozamiento entre dos materiales podemos saber el ángulo máximo de inclinación que puede soportar sin deslizar.

#### Rozamiento dinámico
En el caso de rozamiento dinámico en un plano inclinado, se tiene un cuerpo que se desliza, y siendo que está en movimiento, el coeficiente que interviene es el dinámico {\displaystyle \mu _{d}\,}, así como una fuerza de inercia Fi, que se opone al movimiento, el equilibrio de fuerzas se da cuando:

{\displaystyle \mathbf {P} +\mathbf {F} _{r}+\mathbf {N} +\mathbf {F} _{i}=0}

descomponiendo los vectores en sus componentes normales y tangenciales se tiene:

{\displaystyle {\begin{cases}P_{n}=N\\P_{t}-F_{r}=F_{i}\end{cases}}}

teniendo en cuenta que:
{\displaystyle F_{r}=\mu _{d}N\,}
{\displaystyle P=mg\,}
{\displaystyle F_{i}=ma\,}
y como en el caso de equilibrio estático, se tiene:
{\displaystyle P_{n}=P\cos(\alpha )\,}
{\displaystyle P_{t}=P\sin(\alpha )\,}
Con estas ecuaciones se determina las condiciones de equilibrio dinámico del cuerpo con fricción en un plano inclinado. Si el cuerpo se desliza sin aceleración (a velocidad constante) su fuerza de inercia Fi será cero, y se puede ver que:
{\displaystyle P\sin(\alpha )=\mu _{d}P\cos(\alpha )\,}
esto es, de forma semejante al caso estático:
{\displaystyle {\frac {\sin(\alpha )}{\cos(\alpha )}}=\tan(\alpha )=\mu _{d}\,}
Con lo que se puede decir que el coeficiente de rozamiento dinámico {\displaystyle \mu _{d}\,} de un cuerpo con la superficie de un plano inclinado, es igual a la tangente del ángulo del plano inclinado con el que el cuerpo se desliza sin aceleración, con velocidad constante, por el plano.

### Valores de los coeficientes de fricción
| Materiales en contacto           | {\displaystyle \mu _{e}\,} | {\displaystyle \mu _{d}\,} |
| -------------------------------- | -------------------------- | -------------------------- |
| Articulaciones humanas           | 0,02                       | 0,003                      |
| Acero // Hielo                   | 0,028                      | 0,09                       |
| Acero // Teflón                  | 0,04                       | 0,04                       |
| Teflón // Teflón                 | 0,04                       | 0,04                       |
| Hielo // Hielo                   | 0,1                        | 0,03                       |
| Esquí (encerado) // Nieve (0 °C) | 0,1                        | 0,05                       |
| Acero // Acero                   | 0,15                       | 0,09                       |
| Vidrio // Madera                 | 0,25                       | 0,2                        |
| Caucho // Cemento (húmedo)       | 0,3                        | 0,25                       |
| Madera // Cuero                  | 0,5                        | 0,4                        |
| Caucho // Madera                 | 0,7                        | 0,6                        |
| Acero // Latón                   | 0,5                        | 0,4                        |
| Madera // Madera                 | 0,7                        | 0,4                        |
| Madera // Piedra                 | 0,7                        | 0,3                        |
| Vidrio // Vidrio                 | 0,9                        | 0,4                        |
| Caucho // Cemento (seco)         | 1                          | 0,8                        |
| Cobre // Hierro (fundido)        | 1                          | 0,3                        |

En la tabla se listan los coeficientes de rozamiento de algunas sustancias donde
{\displaystyle \mu _{e}=} Coeficiente de rozamiento estático,
{\displaystyle \mu _{d}=} Coeficiente de rozamiento dinámico.
Los coeficientes de rozamiento, por ser relaciones entre dos fuerzas son magnitudes adimensionales.

## Rozamiento entre sólido y fluido
La fricción aerodinámica depende del régimen o tipo de flujo que exista alrededor del cuerpo en movimiento:
- Cuando el flujo es laminar la fuerza de oposición al avance puede modelizarse como proporcional a la velocidad del cuerpo, un ejemplo de este tipo de resistencia aerodinámica es la ley de Stokes para cuerpos esféricos.
- Cuando el cuerpo se mueve rápidamente el flujo se vuelve turbulento y se producen remolinos alrededor del cuerpo en movimiento, y como resultado la fuerza de resistencia al avance es proporcional al cuadrado de la velocidad (v2), de hecho, es proporcional a la presión aerodinámica.

### Rozamiento con lubricación
Una cuestión de interés práctico es un problema mixto donde pueden aparecer tanto fenómenos de rozamiento entre sólidos como entre fluido y sólido, dependiendo de la velocidad. Se trata del caso de dos superficies sólidas entre las cuales existe una fina capa de fluido. Stribeck  demostró que a muy bajas velocidades predomina un rozamiento como el que ocurre entre dos superficies secas, y a velocidades muy altas predomina un rozamiento hidrodinámico. La mínima fricción se alcanza para una velocidad intermedia dependiente de la presión del fluido, su "viscosidad cinemática".

## Rozamiento en medios fluidos
La viscosidad es una medida de la resistencia de un fluido que está siendo deformado por una presión, una tensión tangencial o una combinación de tensiones internas. En términos generales, es la resistencia de un líquido a fluir, comúnmente dicho, es su "espesor". Viscosidad describe la resistencia interna de un líquido a fluir y puede ser pensado como una medida de la fricción del fluido. Así, el agua es "delgada", ya que tiene baja viscosidad, mientras que el aceite vegetal es "densa", con una mayor viscosidad. Todos los fluidos reales (excepto los superfluidos) tienen cierta resistencia a la tensión. Un fluido que no tiene resistencia al esfuerzo cortante se conoce como un fluido ideal o líquido no viscoso.
Por ejemplo, un magma de alta viscosidad creará un volcán alto, porque no se puede propagar hacia abajo con suficiente rapidez; la lava de baja viscosidad va a crear un volcán en escudo, que es grande y ancho. El estudio de la viscosidad se conoce como reología. 
El modelo más simple de fluido viscoso lo constituyen los fluidos newtonianos en los cuales el vector tensión, debido al rozamiento entre unas capas de fluido y otras, viene dado por:

{\displaystyle \tau _{ij}=\mu \left({\frac {\partial u_{i}}{\partial x_{j}}}+{\frac {\partial u_{j}}{\partial x_{i}}}\right)}

Donde:
{\displaystyle (u_{x},u_{y},u_{z})\,}, son las componentes de la velocidad.
{\displaystyle x_{i}\,} son las coordenadas cartesianas (x, y, z).
Para un flujo unidimensional la anterior ecuación se reduce a la conocida expresión:

{\displaystyle \tau =\mu {\frac {du}{dx}}}